# Joe Kubert
Pour les articles homonymes, voir Kubert.
Joe Kubert (né le 18 septembre 1926 à Jezierzany en Pologne - mort le 12 août 2012 à Morristown) est un dessinateur de l'Âge d'argent des comics américain. Durant toute sa carrière dans l'industrie du comic book, ce prodige du dessin a inspiré de nombreux dessinateurs professionnels comme Neal Adams (Batman, Superman, Green Lantern, Green Arrow, Deadman, X-Men...) ou Jordi Bernet (Torpedo, Kraken (comics) (en), Bang Bang, Claire de Nuit...), puis d'autres, par le biais de son école, la Kubert School (anciennement Joe Kubert School of Cartoon and Graphic Art). Son style graphique ainsi que son encrage fait de lui l'une des plus grands dessinateurs de comics books. Il est le père d'Adam et d'Andy Kubert, qui sont instructeurs à la Kubert School, située à Dover, dans le New Jersey et créée en 1976.

## Biographie

### La jeunesse
Joseph Kubert naît le 18 septembre 1926 à Yzeran en Pologne. Il n'a que deux mois lorsque ses parents émigrent aux États-Unis. Ils s'installent à New York dans le quartier de Brooklyn où le père de Joseph travaille dans une boucherie kasher. Joseph est très tôt attiré par les comic strips qu'il découvre dans les journaux et, encore adolescent, il a l'occasion d'encrer des récits publiés par MLJ Publications. D'après Steve Stiles et Joe Kubert lui-même, ce dernier aurait montré ses dessins aux artistes qui travaillait pour la maison d'édition MLJ Publications alors qu'il n'avait que onze ans et demi. Cependant, cette version apparaît fausse puisque MLJ a été fondé à la fin de 1939, alors que Joe Kubert avait 13 ans. Néanmoins, les artistes qu'ils citent comme l'accueillant à MLJ, comme Irv Novick ou Charles Biro, travaillaient en fait pour le studio de Harry « A » Chesler qui, depuis 1936, fournissait des histoires à des éditeurs tels MLJ. Ainsi, l'âge indiqué par Joe Kubert comme celui de ses débuts peut être accepté en supposant qu'il ait confondu l'éditeur et le studio. Quoi qu'il en soit, il n'en reste pas moins vrai que Joe Kubert a commencé très jeune puisque la date la plus tardive proposée pour ses débuts est 1941, lorsqu'il avait 15 ans. Sa carrière de dessinateur commence avec l'encrage de la série Archie de Bob Montana publié dans le comic book Pep Comics en échange d'un salaire de 5 $ la page. En 1942, à l'âge de seize ans, il entre à la High School of Music and Art (en) et, pour payer ses études, il travaille pour le studio de Harry « A » Chesler. Là, il retouche les couleurs de The Spirit de Will Eisner et encre des histoires publiées dans Smash Comics et Police Comics de Quality Comics,.
Il réalise de nombreuses séries pour divers éditeurs : Volton publié par Holyoke Publications dans Catman Comics, Flagman et Alias X pour Captain Aero Comics, etc. Toujours en 1942, il commence à dessiner des séries pour DC Comics (qui s'appelle encore National Periodical à cette époque) qui devient son principal éditeur jusqu'à son décès. Là, il enchaine Johnny Quick (en), Dr. Fate, Hawkman, Zatara (en), Newsboy Legion (en), Flash, The Vigilante et Sargon the Sorcerer (en). Les années 1940 le voient aussi chez Fiction House, Harvey et Timely.

### LeSilver Age
De 1950 à 1952, il accomplit son service militaire, ce qui ne l'empêche pas de fournir des planches à l'éditeur Fiction House. Libéré de ses obligations militaires, il devient responsable éditorial chez St. John, pour lequel il crée le personnage de Tor, un homme préhistorique. Il dirige aussi le comic book 3-D Comics, qui est le premier à proposer des histoires en 3D. Les comics en 3D sont un feu de paille et bientôt Saint John est obligé de fermer, ce qui oblige Joe Kubert à trouver un autre employeur. Il dessine par la suite des récits de guerre pour divers éditeurs, dont EC Comics. Puis il revient chez DC Comics, où il dessine de nombreux récits de guerre dans des comics tels Star-Spangled War Stories, Our Army at War (en), Our Fighting Forces, G.I. Combat, et All-American Men of War, souvent sur des scénarios de Robert Kanigher. En 1956, il participe à la relance du super-héros Flash dans le quatrième numéro du comic book Showcase, daté de septembre 1956. Il encre les dessins de Carmine Infantino, cocréateur de ce nouveau personnage avec le scénariste de Robert Kanigher. Il dessine les aventures d'autres super-héros, comme Viking Prince (en) qui paraît dans le premier numéro de The Brave and the Bold et Hawkman recréé dans le no 34 de The Brave and the Bold. Cependant, ce sont ses récits de guerre qui lui valent la reconnaissance avec la reprise de Sgt. Rock dans Our Army At War no 83 et Enemy Ace qu'il crée avec Robert Kanigher.
Le milieu des années 1960 le voit promu rédacteur en chef des comics de guerre. Entre autres décisions, il impose la phrase « Make War No More ». De 1965 à 1967, il délaisse DC pour produire un comic strip, Tales of the Green Beret, sur un scénario de Robin Moore, diffusé par le Chicago Tribune. Mais des désaccords avec l'éditeur et l'opposition à la guerre du Viêt Nam ont raison du titre. Il travaille aussi pour le magazine humoristique Lunatickle, édité par Myron Fass et inspiré par le succès de Mad.

### Du retour chez DC à 2012
Joe Kubert retourne donc chez DC et reprend son poste de rédacteur en chef. En plus des comics de guerre, il se voit confier à partir de 1970 les comics consacrés à Tarzan. Il dessine les aventures du héros dans le comics éponyme et supervise le comic book Korak, son of Tarzan.
En 1976, il quitte son poste chez DC pour fonder son propre institut de dessin, la Joe Kubert School of Cartoon and Graphic Art à Dover. Cette école verra passer de nombreux artistes devenus célèbres par la suite, comme ses fils Andy et Adam Kubert, Adam Warren, John Totleben, Rick Veitch, Timothy Truman. Parallèlement, il dessine, seul ou avec certains de ses étudiants, des strips tels que Winnie Winkle ou Terry et les Pirates. À partir du milieu des années 1980, il réalise des strips d'inspiration biblique pour une association loubavitch et une revue juive, Moshiach Times.
Dans les années 1990, il produit de nombreux romans graphiques. Cela commence en 1991 avec Abraham Stone puis en 1996 c'est Fax de Sarajevo, un album dans lequel Kubert met en image les messages que lui envoie par fax son ami Ervin Rustemagic, publié chez Dark Horse qui lui vaut le Harvey Award du meilleur album, l'Alph'Art du meilleur album étranger et le prix France Info de la bande dessinée de reportage. En 2001, il réalise quatre albums de Tex Willer publiés par l'éditeur italien Sergio Bonelli Editore. En 2003, il propose Yossel, un récit centré sur la Shoah et le soulèvement du ghetto de Varsovie et en 2005 Jew Gangster. Enfin, en 2010, il publie chez DC Dong Xoai, Vietnam 1965. À ces nombreux projets personnels s'ajoutent durant cette période des travaux divers pour des éditeurs de comics : Tor (en 1993 et 2008), Le Punisher (en 1994) chez Marvel, deux mini-séries du Sgt. Rock chez DC, etc. Il meurt le 12 août 2012 de myélome multiple.

## Récompenses
- 1963 : Prix Alley de la meilleure couverture de comic book pour The Brave and the Bold n°42
- 1964 : Prix Alley du meilleur dessinateur pour Sea Devils
- 1970 : Prix Alley spécial
- 1974 : Prix du comic book de la National Cartoonists Society
- 1977 : Prix Inkpot
- 1980 : Prix du comic book de la National Cartoonists Society
- 1992 :  Prix Haxtur de la meilleure couverture pour Las mejores historias de los años 50
- 1994 :  Prix Haxtur de l'« auteur que nous aimons », pour l'ensemble de sa carrière
- 1997 : 
  - Temple de la renommée Jack Kirby
  - Prix humanitaire Bob Clampett
  - Prix Eisner du meilleur album pour Fax de Sarajevo
  - Prix Harvey du meilleur album inédit pour Fax de Sarajevo
- 1998 :
  - Temple de la renommée Will Eisner[13].
  - Alph'Art du meilleur album étranger pour Fax de Sarajevo[14]
  - Prix France Info de la bande dessinée d'actualité et de reportage pour Fax de Sarajevo
- 2004 :  Prix Haxtur du meilleur dessin pour Tex : Le Cavalier solitaire
- 2009 : Prix Milton Caniff pour l'ensemble de son œuvre de la National Cartoonists Society
- 2012 : prix Diagonale du meilleur album étranger : Dong Xoai, Vietnam 1965[15] ;
- 2015 : Temple de la renommée Joe Sinnott (à titre posthume), pour son œuvre d'encreur

## Œuvres (comicsnon cités dans la biographie)
- Ghost Rider (Marvel Comics)
- Terror Inc. Vol 1 10 (Marvel Comics)
- The Joe Kubert School presents 1st Folio
- Apocalypse (comics) (Marvel Comics)
- Conan The Cimmerian (Dark Horse Comics)
- Clarice Ferguson (Marvel Comics)
- All-Star Squadron (DC Comics)
- All-American Comics
- Ka-Zar
- Phantom Lady (DC Comics)
- Black Cat (Harvey Comics)
- Journey into Mystery #21 (1955)
- From Beyond the Unknown (en) (DC Comics)
- PS Monthly

## Autres créations
- Blackbriar Thorn (en) (DC Comics) cocréateur Len Wein